# Compiere
Compiere — система планування ресурсів підприємства (ERP) та управління відносинами з замовниками/клієнтами (CRM) що розповсюджується як відкрите програмне забезпечення для використання на малих та середніх підприємствах.